# Lindolfo Monteverde
Lindolfo Marinho da Silva, conhecido como  Lindolfo Monteverde ou Mestre Lindolfo (2 de janeiro de 1902 – 27 de julho de 1979) foi um compositor amazonense, famoso por ser o fundador do Boi Garantido, que disputa anualmente no Festival Folclórico de Parintins.

## Biografia
Descendente de maranhenses, Lindolfo desde criança teria se interessado pelos folguedos tradicionais do Nordeste, uma vez que vivia na Baixa do São José, uma região em Parintins onde viviam muitos nordestinos, e porque sempre ouvia estórias de seus avós sobre o Auto do Bumba meu Boi.
Em 1913, Lindolfo, aos 11 anos de idade, decidiu criar seu próprio boizinho feito de Curuatá, uma carapaça que envolve os frutos da palmeira de Inajá, o chamado boi-mirim, que até hoje é muito comum no Norte e Nordeste do Brasil. Aos 18 anos, devido a uma grave doença, fez uma promessa a São João Batista e se ficasse curado, iria realizar anualmente uma ladainha e uma festa de boi em sua homenagem. Lindolfo foi atendido em seu pedido e cumpriu sua promessa de realizar uma festa de Boi, criando então o Boi Garantido, chamado pelos torcedores de “Boi da Promessa”, “Brinquedo de São João”, “Boi de Lindolfo”, entre outros apelidos carinhosos. Contam os mais antigos que a apresentação começou com a ladainha e depois houve distribuição de aluá, bolo de macaxeira, tacacá e, no final, muito forró. Lindolfo ainda batizou seu filho mais velho de João Batista Monteverde, em homenagem ao santo.
Contam que Lindolfo Monteverde era um cantador e repentista que causava admiração em quem o ouvia cantar, por causa do timbre de voz que dominava os terreiros e era ouvido à distância, sem utilizar nenhum tipo de aparelho sonoro mecânico. Lindolfo também incomodava os torcedores do Boi Caprichoso com sua firmeza de voz e a inteligência nos desafios que criava junto com seus outros colegas compositores.
Algumas das pessoas mais antigas do Boi Garantido afirmam que o primeiro grande rival foi o Boi Galante. Lindolfo compôs essa toada de desafio:
Boi Garantido ouviu
Estavam falando em Deus
Escutou na terra e olhou pra adiante
Olha Boi Galante o teu Deus sou Eu
Também é pai de Maria do Carmo Monteverde, que relatou que Luiz Gonzaga(nenhuma relação com o Rei do Baião), de acordo com ele, é o verdadeiro fundador do Caprichoso e que era grande amigo de Lindolfo.
Em 2002 o Boi Garantido comemorou o Centenário de Lindolfo Monteverde. Em 2012 com os seus 110 anos a diretoria do bumbá oficializou o dia 2 de Janeiro como o dia da tradição.